# Стеучень (Румунія)
Стеучень, Стеучені (рум. Stăuceni) — село у повіті Ботошані в Румунії. Входить до складу комуни Стеучень.
Село розташоване на відстані 369 км на північ від Бухареста, 6 км на схід від Ботошань, 89 км на північний захід від Ясс.

## Населення
За даними перепису населення 2002 року у селі проживали 1217 осіб, усі — румуни. Усі жителі села рідною мовою назвали румунську.